# Sí Ràdio
Sí Ràdio est une station de radio publique espagnole appartenant au groupe Ràdio Televisió Valenciana, entreprise de radio-télévision dépendant de la Generalitat valencienne. À l'instar de sa « grande sœur » Ràdio Nou, elle est partie intégrante d'une entreprise de droit public baptisée Ràdio Autonomia Valenciana S.A.. Elle appartient à la fédération des organismes de radio et de télévision des autonomies, une association professionnelle regroupant les principales chaînes de radio et de télévision régionales publiques du pays.

## Historique et présentation
Sí Ràdio, née en 2002, est consacrée à la musique, qui occupe la plus grande partie de son temps d'antenne. Si tous les genres sont représentés (rock, pop, indie, mais aussi musique classique, de 22 heures à 23 heures), les musiques actuelles sont prépondérantes, conséquence de la politique éditoriale de la station, qui cible un public plus jeune que celui de Ràdio Nou. La grille des programmes reprend également quelques émissions de cette dernière, à commencer par les informations de la mi-journée et le programme sportif « Taula esportiva ». 
En octobre 2002, une enquête Infortécnica indiquait que Sí Ràdio était encore relativement peu connue, ayant été lancée à peine quelques semaines plus tôt : seuls 6,5 % des personnes interrogées déclaraient connaître ce nouveau média, contre 93,5 % qui ne le connaissaient pas. La station était un peu mieux connue par la tranche d'âge des moins de trente ans (cœur de cible de la station), passant à 12 %. 
Sí Ràdio dispose d'un réseau d'émetteurs en modulation de fréquence (FM) lui permettant de couvrir l'ensemble de la Communauté valencienne. Elle peut également être écoutée dans le monde entier par internet.